# Parthiva Sureshwaren
Parthiva Sureshwaren (* 21. Februar 1980 in Chennai) ist ein ehemaliger indischer Automobilrennfahrer. Er trat von 2010 bis 2012 in der Formel 2 an.

## Karriere
Seinen ersten Erfolg im Motorsport feierte Sureshwaren 1998, als er den Meistertitel der indischen Salooncars gewann. Außerdem gab er in der Wintermeisterschaft der britischen Formel Ford sein Debüt im Formelsport. 1999 war er jeweils eine halbe Saison in der indischen Salooncars-Meisterschaft und in der indischen Formel Maruthi aktiv. 2000 trat er in der Formel Asia 2000 an und gewann den Vizemeistertitel dieser Serie. 2001 wechselte er erneut nach Europa und startete in der nationalen Klasse der britischen Formel-3-Meisterschaft und beendete die Saison auf dem 11. Platz im Gesamtklassement. 2002 nahm er an drei Rennen der nordamerikanischen Barber Dodge Pro Series teil und belegte am Saisonende den 26. Gesamtrang.
Nachdem Sureshwaren einige Jahre keinen professionellen Motorsport betrieben hatte, kehrte er im Winter 2006/2007 in der A1GP in den Motorsport zurück und bestritt zwei Rennen für das indische Team. Im Anschluss trat er in der asiatischen Formel Renault V6 an und belegte mit einem zweiten Platz als bestes Resultat den achten Gesamtrang. Im anschließenden Winter 2007/2008 war er Rookie Driver des indischen Teams in der A1GP und nahm abermals an zwei Rennen teil.
Nachdem Sureshwaren erneut eine Auszeit eingelegt hatte, wechselte er 2010 in die Formel 2. Nach dem sechsten Rennwochenende stieg er aus und belegte am Saisonende den 21. Gesamtrang. 2011 nahm Sureshwaren erneut an der Formel 2 teil. Zu einer Veranstaltung trat er nicht an. Er blieb in der Saison ohne Punkte. 2012 bestritt Sureshwaren seine dritte Formel-3-Saison. Nach der ersten Saisonhälfte stieg er aus der Serie aus. Er blieb erneut punktelos.

## Statistik

### Karrierestationen
| - 1998: Indische Salooncars (Meister) - 1999: Indische Salooncars - 1999: Indische Formel Maruthi - 2000: Formel Asia 2000 (Platz 2) | - 2001: Britische Formel 3, nationale Klasse (Platz 11) - 2002: Barber Dodge Pro Series (Platz 26) - 2007: A1GP - 2007: Asiatische Formel Renault V6 (Platz 8) | - 2008: A1GP - 2010: Formel 2 (Platz 21) - 2011: Formel 2 - 2012: Formel 2 (Platz 21) |